# Ванишево
Вани́шево (рос. Ванышево, башк. Ваныш) — присілок у складі Калтасинського району Башкортостану, Росія. Входить до складу Краснохолмської сільської ради.
Населення — 37 осіб (2010; 50 у 2002).
Національний склад:
- башкири — 44 %
- татари — 36 %